# Klaus Rifbjerg
Klaus Rifbjerg (ur. 15 grudnia 1931 w Kopenhadze, zm. 4 kwietnia 2015) – duński pisarz, dramaturg i poeta.

## Życiorys
Z wykształcenia literaturoznawca (Uniwersytet Princeton w USA) i filolog (anglistyka na Uniwersytecie Kopenhaskim).
Autor powieści społeczno-obyczajowych, których akcja toczy się na tle rzeczywistości powojennej. Oprócz powieści i tomów poezji pisał też eseje, scenariusze filmowe i dramaty. Zajmował się również krytyką literacką w pismach Information i Politiken.
Laureat nagrody literackiej Rady Nordyckiej (1970) za powieść Anna (jeg) Anna.

## Wybrana twórczość
- Under vejr med mig selv (1956)
- Efterkrig (1957)
- Den kroniske uskyld (1958) (Chroniczna niewinność 1958, wyd. pol 1971)
- Konfrontation (1960)
- Operaelskeren (1966) (wyd. pol. Miłośnik opery)
- Lonni og Karl (1968)
- Anna (jeg) Anna (1969)
- Lena Jørgensen Klintevej 4 2650 Hvidovre (1971)
- Tak for turen (1975)
- De hellige aber (1981)
- Falsk forår (1984)
- Krigen (1991)
- Nansen og Johansen (2002)